# Estádio Palestra Itália
Das Estádio Palestra Itália war ein Fußballstadion in der brasilianischen Metropole São Paulo. Es bot zuletzt Platz für 27.650 Zuschauer und diente dem Verein Palmeiras São Paulo als Heimstätte. Es wurde 2010 abgerissen. 

## Geschichte
Das Estádio Palestra Itália in São Paulo, der im Süden des Landes gelegenen größten Stadt Brasiliens, wurde in den Jahren 1900 bis 1901 erbaut und am 3. Mai 1902 eröffnet. Damit war es eines der ältesten Stadien in ganz Brasilien. Von 1917 bis 2010 trug der örtliche Verein Palmeiras São Paulo seine Heimspiele im Estádio Palestra Itália aus. Palmeiras wurde bis heute elfmal brasilianischer Fußballmeister, der letzte Titelgewinn gelang im Jahre 2018. Zudem konnte dreimal der brasilianische Pokal gewonnen werden. Auch auf internationaler Ebene zeigte sich Palmeiras erfolgreich. Der Verein erreichte vier Mal das Endspiel um die Copa Libertadores, den wichtigsten Fußballwettbewerb für Vereinsmannschaften in Südamerika, einmal gewann man das Finale, und zwar 1999 gegen Deportivo Cali aus Kolumbien. Für die Copa Libertadores-Spiele wich Palmeiras jedoch meist ins größere Estádio do Morumbi des Stadtrivalen FC São Paulo aus, da das heimische Stadion für ein Endspiel zu klein war. 
Nach dem Abriss des Estádio Palestra Itália im Jahre 2010 trug Palmeiras seine Heimspiele dafür im Estádio do Pacaembu, das Platz bietet für 38.000 Zuschauer, aus. Aktuell spielt der Verein in der ersten brasilianischen Liga, der Campeonato Brasileiro de Futebol.
Das Estádio Palestra Itália in São Paulo fasste vor dem Abriss 27.650 Zuschauer. Einst betrug die Kapazität des Stadions 35.000 Zuschauerplätze. Die Rekordkulisse im Stadion wurde erreicht, als am 18. August 1976 Palmeiras ein Heimspiel gegen XV de Piracicaba hatte und 40.283 Menschen ins Estádio Palestra Itália kamen. Seinen Namen hat das Stadion nach dem Verein Palmeiras. Der Nutzerverein des Stadions hieß früher Palestra Itália Football Clube, wodurch man das Stadion danach benannte.

## Neubau
Im Jahre 2010 wurde das fast hundert Jahre alte Estádio Palestra Itália geschlossen und kurz darauf abgerissen. Dafür wurde auf dem Gebiet das Allianz Parque gebaut. Es sollte ursprünglich  im April 2013 eingeweiht werden und war als Stadion für die Fußball-Weltmeisterschaft 2014 geplant. Nach langen Überlegungen wurde jedoch ein anderes Stadion für die WM in São Paulo ausgewählt, die komplett neu errichtete Arena Corinthians, die im Mai 2014 fertiggestellt wurde. 
Das Allianz Parque wurde schließlich nach langen Verzögerungen am 20. November 2014 eröffnet.

## Galerie

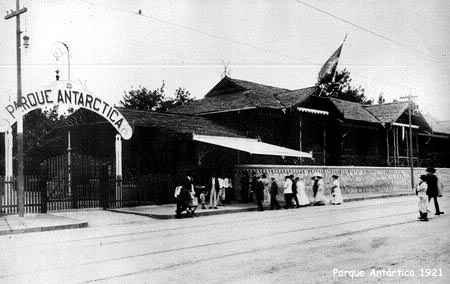
Das Stadion im Jahr 1921
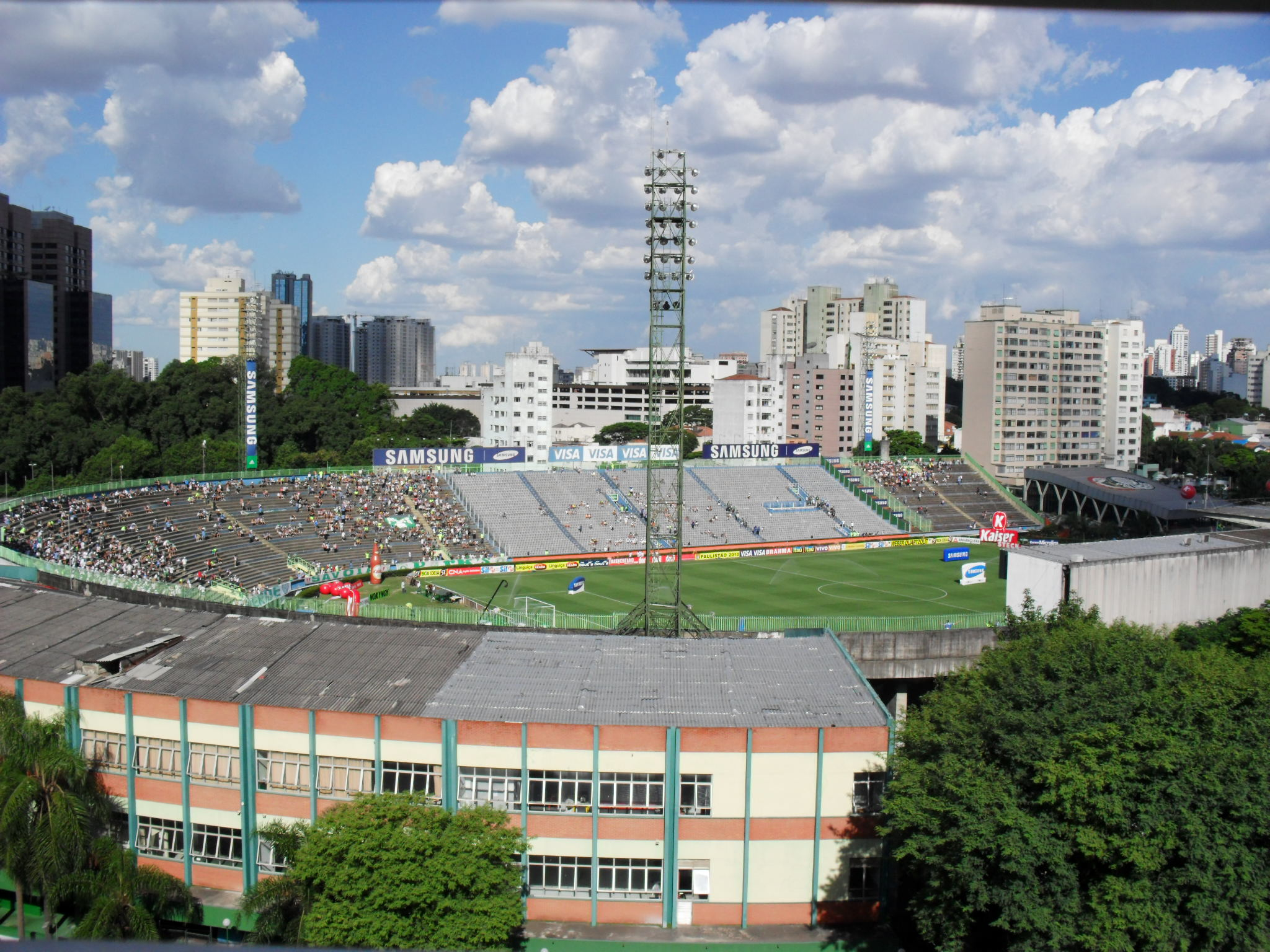
Blick ins Stadion (Februar 2010)
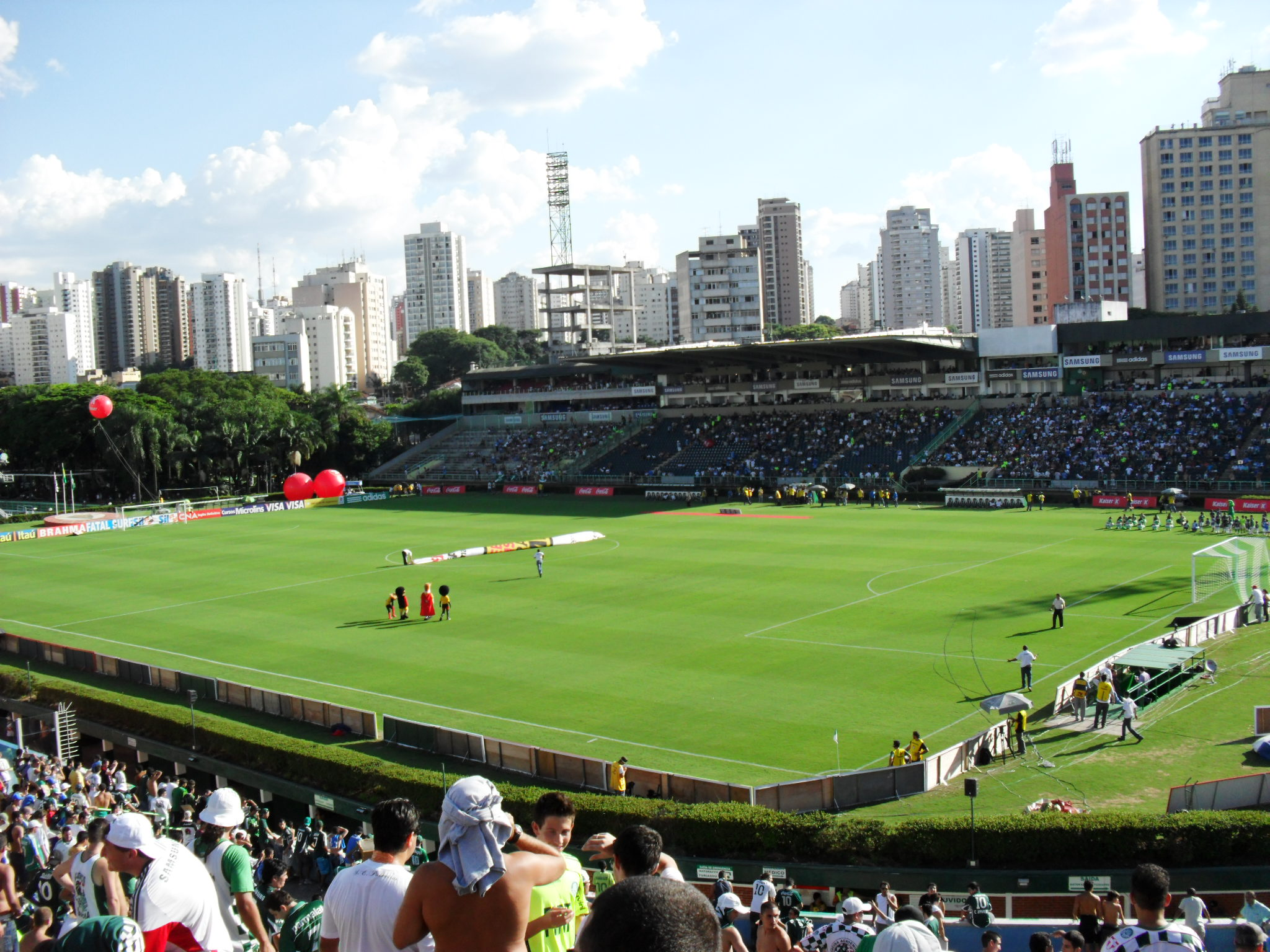
Das Estádio Palestra Itália kurz vor der Schließung im Februar 2010
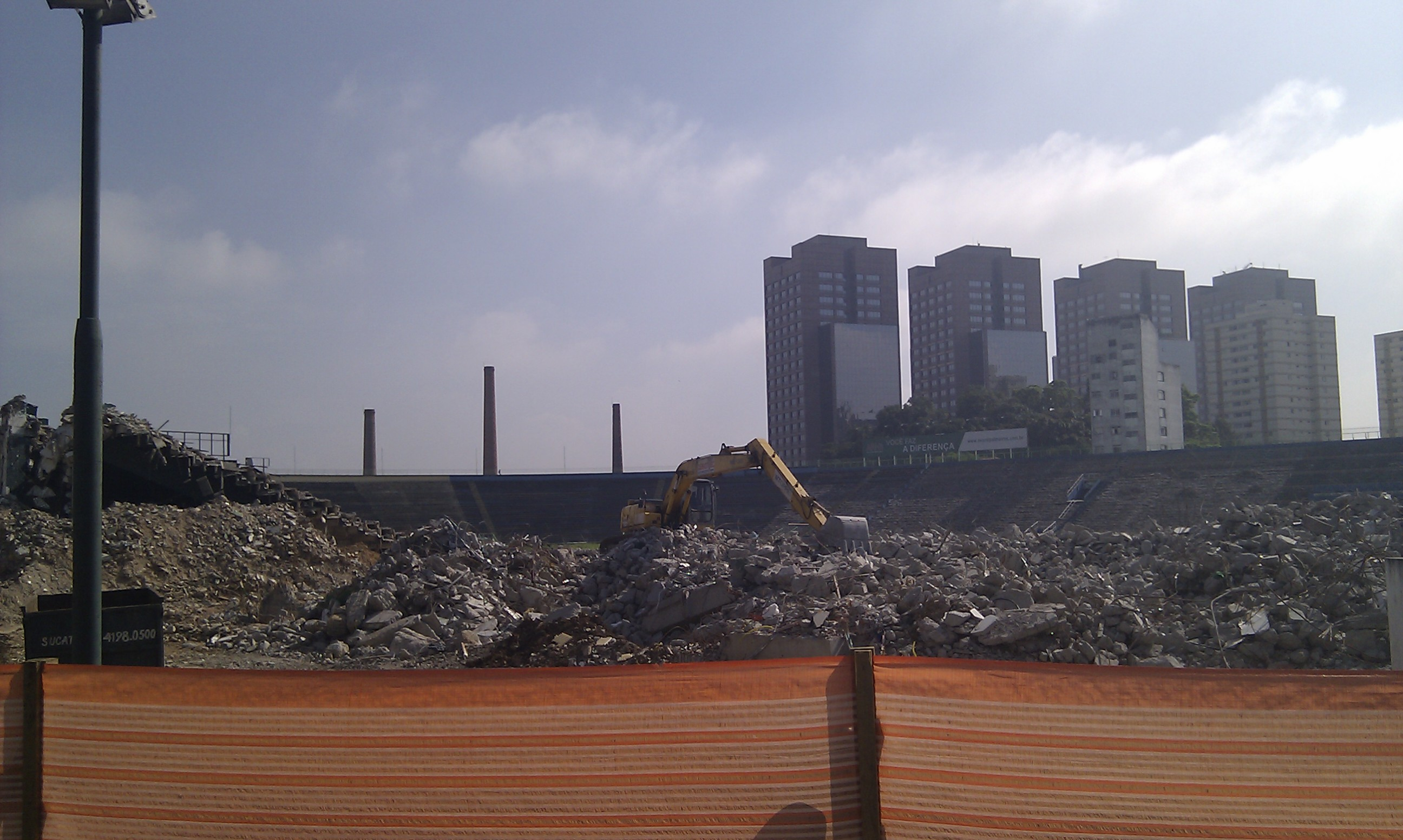
Abbrucharbeiten im Februar 2011